# 이투아누 FC
이투아누 FC(Ituano Futebol Clube )은 상파울루 주 이투를 연고지로 하는 축구 클럽이다.

## 우승
- 캄페오나투 브라질레이루 세리이 C: 2003
- 캄페오나투 파울리스타: 2002, 2014
- 캄페오나투 파울리스타 세리이 A2: 1989
- 코파 파울리스타: 2002

## 선수 명단

### 현역
참고: FIFA 자격 규정에 따라 소속된 국가대표팀 국기를 표시합니다. 선수는 복수의 FIFA 비회원국 국적을 가지고 있을 수 있습니다.
| 번호 | 포지션 | 국적 | 이름 |
| ---- | ------ | ---- | ---- |

| 번호 | 포지션 | 국적 | 이름       |
| ---- | ------ | ---- | ---------- |
| -    | MF     |      | 미케이아스 |

## 역대 감독
| 감독            | 임기 |
| --------------- | ---- |
| 알베르토 발렌팀 | 2024 |